# Kamran Baghirov
Pour les articles homonymes, voir Baghirov.
Kamran Baghirov Mammad oglu (en azéri : Kamran Bağirov Məmməd oğlu), né le 24 janvier 1933 à Choucha (République socialiste soviétique d'Azerbaïdjan) et mort le 25 octobre 2000 à Bakou (Azerbaïdjan), est un homme politique azerbaïdjanais, douzième premier secrétaire du Parti communiste azerbaïdjanais.

## Biographie
Du 3 décembre 1982 au 21 mai 1988, Baghirov est le premier secrétaire du Comité central du Parti communiste de la RSS d'Azerbaïdjan. Après le début et l'escalade du conflit du Haut-Karabagh, il est remplacé par Abdurrahman Vazirov. Baghirov est souvent blâmé pour la détérioration de l'économie de l'Azerbaïdjan qui a été stimulée lorsque son prédécesseur, Heydar Aliyev, était au pouvoir. Il est également blâmé pour la corruption généralisée. De février 1988, lorsque le conflit autour de l'oblast autonome du Haut-Karabagh (NKAO) commence, jusqu'à sa destitution, Baghirov est considéré comme un leader inactif qui a permis l'exode des Azerbaïdjanais de souche d'Arménie et du Haut-Karabagh, et l'incapacité d'empêcher l'escalade du conflit. Baghirov est critiqué pour sa passivité en permettant au chef du parti de la NKAO, Boris Kevorkov d'être remplacé par le nationaliste arménien, Genrikh Poghosyan, provoquant par la suite le gouvernement direct de la NKAO par Moscou,.